# 月刊ヒーローズ
『月刊ヒーローズ』（げっかんヒーローズ）は、株式会社ヒーローズが発行していた日本の月刊青年漫画雑誌。2011年11月1日に創刊。毎月1日発売。
2020年4月1日発売の同年5月号まではセブン-イレブン店舗とセブンネットショッピングだけで販売していたが、同年5月1日発売の同年6月号よりAmazonで販売を始め、同年7月31日発売の同年9月号より、セブンネットショッピング、Amazon以外のネットECサイトでの販売と、セブン-イレブン以外のコンビニ店舗と書店での販売を開始し、一般の雑誌流通経路で購入できるようになった。
以上のような販路拡大を行ったものの、本誌は2020年12月号をもって休刊となった。全ての連載作品が、ヒーローズが運営するウェブコミック配信サイト『コミプレ』へ移籍し、事実上の電子媒体への移行となるが、企画号『ヒーローズ!!』として不定期ながら紙媒体での刊行も継続される。

## 特徴
創刊当初はAKB48とのコラボレーションを行なっており、特製の生写真が付属していたほか、2012年からは川栄李奈をクローズアップしていた。2014年11月には創刊3周年を記念して、同年12月号より新連載の『仮面ライダークウガ』の冒頭9P、『ULTRAMAN』を特別編集した「光の巨人記念館」などが掲載された特別無料冊子vol.1が関連店舗で配布された。

## 歴代編集長
- 田中聡（創刊編集長）
- 鈴木緑視[1]

## 連載作品

### 休刊時の連載作品
- ULTRAMAN（清水栄一×下口智裕、(c)円谷プロ） 2011年12月号 -
- キリングバイツ（原作：村田真哉、作画：隅田かずあさ）2014年1月号 -
- 仮面ライダークウガ（原作：石ノ森章太郎、脚本：井上敏樹、作画：横島一、企画：白倉伸一郎）2014年12月号 -
- アトム ザ・ビギニング（原案：手塚治虫、コンセプトワークス：ゆうきまさみ、漫画：カサハラテツロー、監修：手塚眞、協力：手塚プロダクション）2015年1月号 -
- Infini-T Force 未来の描線（原作・企画：タツノコプロ、脚本：小太刀右京、漫画：江尻立真）2015年12月号 -
- ヒメノスピア（原作：村田真哉、作画：柳井伸彦） 2017年4月号 -
- 東島丹三郎は仮面ライダーになりたい（漫画：柴田ヨクサル、協力：石森プロ・東映） 2018年6月号 -
- 神無き世界のカミサマ活動（原作：朱白あおい、漫画：半月板損傷）2019年6月号 -
- 異世界もう帰りたい（ドリヤス工場）2019年7月号 -
- Azalea（原作：鳳乃一真、漫画：新島光）2019年9月号 -
- 海辺のキュー（背川昇）2019年9月号 -
- 獅子上司（青木U平）2020年5月号 -
- ヒッツ（原作：柴田ヨクサル、作画：沢真）2020年8月号 -

#### 休載作品
- ヒーローカンパニー（島本和彦、斉藤大哲&ビッグバンプロジェクト） 2011年12月号 - 2016年7月号

### 過去の連載作品
- マジェスティックプリンス（原作・キャラクターデザイン・シリーズ構成：綾峰欄人、作画：新島光）2011年12月号 - 2019年4月号
- BLUE NEST（原作：JUN、作画：TAIBOGI） 2011年12月号 - 2013年5月号
- ドラゴンエフェクト 坂本龍馬異聞（脚本：山口頼房／山科清春、作画：K STORM、監修・キャラクターデザイン：池上遼一）2011年12月号 - 2013年12月号
- 戦国SAGA 風魔風神伝（原作：宮本昌孝、作画：かわのいちろう、監修・キャラクターデザイン：村上もとか）2011年12月号 - 2014年4月号
- 海傑エルマロ（原案：伊藤福八、脚本：中川トシヒロ、作画：井上紀良）2011年12月号 - 2014年11月号
- 銀のケルベロス（原作：逢川里羅→樹奈緒、作画：Berry Star、原案：逢川里羅（途中から））2011年12月号 - 2014年1月号、休載中
2014年2月号より休載。公式では長期休載とアナウンスされておらず、目次に「『銀のケルベロス』は休載いたします」というメッセージが書かれていた。2015年2月号よりその表記がされなくなった。
- 美鬼神伝説 MOMO（脚本：小林雄次、構成：津島直人（途中から）、作画：Z-ONE）2012年1月号 - 2013年7月号
- ソウルリヴァイヴァー（原作・構成・キャラクターデザイン：藤沢とおる、作画：秋重学）2012年1月号 - 2015年1月号
- バディスピリッツ（脚本：岸本みゆき、作画：gyuo、構成：黒岩よしひろ）2012年2月号 - 2014年6月号
- ヒーローマスク（脚本：オカベタカシ、作画：鶴ゆみか）2012年6月号 - 2014年11月号
- クアドリガ 徳川四天王（原作：ヒース村中、作画：渡海）2012年10月号 - 2013年3月号
- ソードガイ 装刀凱 （原作：井上敏樹、キャラクターデザイン：雨宮慶太、作画：木根ヲサム）2012年12月号 - 2015年11月号
- アサシンichiyo （原作：細野不二彦、作画：信濃川日出雄）2013年1月号 - 2015年2月号 ※不定期連載
- 天威無法-武蔵坊弁慶- （原作：義凡、作画：武村勇治）2013年2月号 - 2017年7月号
- 怪盗ルパン伝 アバンチュリエ（漫画：森田崇、原作：モーリス・ルブラン）2013年4月号 - 2016年4月号 ※講談社『イブニング』より移籍
- 大彼女（矢寺圭太）2013年7月号 - 2014年8月号、※読切扱いでの事実上不定期連載、描き下ろしを加えて単行本化
- 特公 零（原作・構成：藤沢とおる、作画：浅田有皆）2013年8月号 - 2016年6月号、※隔月連載
- 天元突破グレンラガン（原作：GAINAX・中島かずき、脚本：中島かずき、作画：ののやまさき）2013年9月号 - 2014年1月号
- 双翼のギフト（原作・構成・キャラクターデザイン：維真由騎、作画：磯咲渓一）2013年10月号 - 2015年10月号 ※第一部完
- ドロロン!お国ちゃん（高橋寛行）2013年12月号 - 2016年1月号
- サイドキック☆ファイティングルール（原作：ナズカトキオ、構成：津島直人、作画：RAZEN）2014年4月号 - 2015年9月号
- BOOSKA+（シナリオ：金巻ともこ/山科清春、構成：とくたけきょうこ、企画：naopu@FOOM、作画：JIMMY）2014年5月号 - 2015年9月号、※最終3巻は2話分の描き下ろしを加えて刊行
- セーラーゾンビ（企画監修：犬童一心、原案：フィールズ、作画：ジジ&ピンチ）2014年5月号 - 2016年2月号
- 放課後カタストロフィ -Re:THE END of the end-（原作：猪原賽、漫画：平尾リョウ）2014年7月号 - 2016年8月号
- 終極のWAVERS（原作：崔海雄、作画：朴晟佑）2014年9月号 - 2015年4月号
- ソウルリヴァイヴァーSOUTH（藤沢とおる）2015年2月号 - 2016年3月号
- BABEL（原作：木下半太、作画：井上紀良）2015年2月号 - 2017年8月号
- VOICE CUSSION（原作：小金丸大和、漫画：棚橋なもしろ）2015年5月号 - 2016年12月号
- T-DRAGON（桜谷シュウ）2015年6月号 - 2019年12月号
- 酩酊! 怪獣酒場（青木U平）2015年11月号 - 2019年4月号、※不定期掲載、『ぐるなび』にて月2回本連載している作品
- ソードガイ ヱヴォルヴ （原作：井上敏樹、キャラクターデザイン：雨宮慶太、作画：木根ヲサム）2015年12月号 - 2019年7月号
- うしろ（漫画：みもり、脚本：トキオビンゴ、原案：レベルファイブ）2016年1月号 - 2016年2月号、休載中
- 足の裏のイーリス　(栗元健太郎) 2016年9月号 - 2018年10月号
- キャプテンハンゾーモン (高橋寛行) 2016年10月号 - 2018年4月号
- 禁猟六区 コード・アムリタ（原作：森橋ビンゴ、作画：秋重学） 2016年12月号 - 2018年12月号
- 下獄上ものがたり（ジジ&ピンチ） 2017年5月号 - 2019年1月号
- ベイビーカートビッチ（原作：梶研吾、漫画：苺野しずく）2017年6月号 - 2017年10月号
- さすがの猿飛G（細野不二彦） 2017年7月号 - 2019年10月号
- BABEL THE 2ND 黄金少年GOLDEN BOY（原作：木下半太、作画：井上紀良）2017年9月号 - 2019年4月号、※「BABEL」の続編
- マグナレイブン（原作：板倉俊之、漫画：武村勇治）2018年8月号 - 2019年8月号
- ニンジャバットマン（原作：DCコミックス、漫画：久正人）2018年8月号 - 2019年9月号
- ひるねぶる。（原作：猪原賽、漫画：春夏アキト、構成協力：羽鳥ひろし）2018年10月号 - 2019年7月号、※2019年2月号までは短期集中連載
- ワールドヒーローズ（原作：SNK、漫画：横尾公敏）2019年2月号 - 2020年8月号

#### pixivコミック限定作品
本誌でなくpixivコミックに「pixivコミック限定作品」として配信されているタイトル。単行本は本誌連載作品と同様に、ヒーローズコミックスで刊行される。
- おにでか!（矢寺圭太） 2015年12月2日 - 2018年5月17日
- ザ・アスリーターズ（淡田青） 2016年2月2日 - 2018年8月1日
- トランスノーツ（闇鍋テルミン）2016年12月1日 - 2018年11月1日
- てっぺん -私立 法徳高校-（目下直子）2017年11月1日 - 2018年4月30日

#### ぐるなびみんなのごはん限定作品
本誌ではなく、ぐるなび みんなのごはんに「ぐるなびみんなのごはん限定作品」として配信されているタイトル。単行本は本誌連載作品と同様に、ヒーローズコミックスで刊行される。
- ぺろり!スタグル旅（能田達規）2017年3月10日 - 2019年4月26日
- 酩酊! 怪獣酒場（青木U平）2015年10月19日 - 2019年3月7日
- 愚者と欲界のレヴィアタン（清水幸詩郎）2017年4月3日 - 2018年10月1日

## アニメ化作品
| 作品                               | 放送年          | アニメーション制作               |
| ---------------------------------- | --------------- | -------------------------------- |
| アトム ザ・ビギニング              | 2017年          | OLM Production I.G SIGNAL.MD     |
| キリングバイツ                     | 2018年          | ライデンフィルム                 |
| ULTRAMAN                           | 2019年（第1期） | Production I.G SOLA DIGITAL ARTS |
| ULTRAMAN                           | 2022年（第2期） | Production I.G SOLA DIGITAL ARTS |
| ULTRAMAN                           | 2023年（第3期） | Production I.G SOLA DIGITAL ARTS |
| 神無き世界のカミサマ活動           | 2023年          | studioぱれっと                   |
| 東島丹三郎は仮面ライダーになりたい | 2025年          | ライデンフィルム                 |

| 作品              | 放送年 | アニメーション制作   |
| ----------------- | ------ | -------------------- |
| ソードガイ 装刀凱 | 2018年 | ランドック・スタジオ |

| 作品               | 放送年 | アニメーション制作 |
| ------------------ | ------ | ------------------ |
| ヒーローカンパニー | 2015年 | スタジオディーン   |

## 株式会社ヒーローズ
『月刊ヒーローズ』の刊行会社である株式会社ヒーローズ（英: HERO'S INC）は、2010年に小学館クリエイティブ・フィールズの2社の出資により設立された。パチンコ機の販売を主業とするフィールズの出資もあって、創刊当初の『月刊ヒーローズ』はセブンイレブンの他にパチンコ店内でも販売されていたが、2018年に木下グループが資本参加した時点でパチンコ店での取り扱いはなくなった。
2025年4月より、会社初となるボーイズラブレーベルが発足し、Webマガジン『Re;zz』が創刊されると発表されている。